# オルダニー議会
オルダニー議会（英語: States of Alderney；フランス語: États d'Aurigny）は、イギリス王室属地であるガーンジー行政区に属する司法管轄区オルダニー島の立法機関である。
議会は一院制を採用しており、10名の議員が直接選挙で選ばれる。2年ごとに5名の議員が改選される。現在の議会議長はウィリアム・テイト。

## 參考資料
1. ↑  “States Members”.   States of Alderney. 2020年10月21日時点のオリジナルよりアーカイブ。2020年11月24日閲覧。